# Шамов, Афзал Шигабутдинович
Афзал Шигабутдинович Шамов (19 февраля [4 марта] 1901, дер. Танаево, Казанская губерния — 19 января 1990) — татарский писатель, педагог, публицист и редактор, переводчик, журналист, военный корреспондент. Один из зачинателей татарской советской литературы.

## Биография
Начальное образование получил в родной деревне, в 1914—1915 гг. учился в русской земской школе, в медресе «Касимия». В 1918 году окончил краткосрочные учительские курсы, преподавал в деревнях Татарстана. В 1919 году добровольно вступил в ряды Красной Армии: служил красноармейцем в Первом стрелковом полку., затем работал учителем по ликвидации неграмотности у красноармейцев-татар. Весной 1920 году — курсант Командных курсов по подготовке красных комиссаров. В августе 1920 года добровольцем ушёл на Гражданскую войну: от белополяков освобождал Киев, воевал на Южном фронте в составе Сводной Курсантской дивизии штурмовал Перекоп, после разгрома войск барона фон Врангеля в степях Украины громил банды Махно. В 1921—1922 годах служил в роте охраны Татарского Исполнительного Комитета и Совнаркома.
В 1922 году поступил на рабфак Казанского университета, в 1926—31 гг. учился на факультете литературы и искусства Первого Московского университета.
С 1931 по 1943 годы он работает редактором Таткнигоиздата. В феврале 1943 года добровольцем ушёл на фронт Великой Отечественной войны, служил военным корреспондентом фронтовой газеты «Вперёд на врага» на Калининском и Первом Прибалтийском фронтах. Участник военных действий Забайкальского фронта, служил ответственным секретарём фронтовой газеты «Суворовский натиск». Награждён орденом Красной Звезды и 3 медалями. Член КПСС с 1943 года.
В 1949—1950 годах работал редактором журнала «Совет әдәбияты» («Советская литература»), с 1958 по 1962 годы — председателем правления Союза писателей Татарстана. Депутат и член Президиума Верховного Совета Татарии (1959—1963), член Областного Комитет КПСС.

## Творчество
Первые рассказы А. Шамова опубликованы в 1919 году. Лучшими произведениями писателя считаются повести «Рауфа», «История одной любви» и рассказы «В госпитале», «Отцовское сердце», «Дед Миннур» и др. В годы Великой Отечественной войны А. Шамов создал фронтовые очерки, рассказы и публицистические статьи. Его произведения переведены на русский, венгерский, казахский, чувашский, башкирский и другие языки.
А. Шамов — признанный мастер художественного перевода. Им на татарский язык переведены произведения А. С. Пушкина, Н. Гоголя, Л. Толстого и многих других писателей.

## Награды
- орден Октябрьской Революции
- орден Трудового Красного Знамени (14 июня 1957)
- орден Красной Звезды
- орден Отечественной войны II степени
- 16 медалей